# HD 167858
HD 167858，又名BD+00 3907，SAO 123320、HR 6844，是一颗恒星，视星等为6.63，位于銀經29.89，銀緯8.1，其B1900.0坐标为赤經18h 11m 59.8s，赤緯+0° 8.1′ 16″。